# Lúnula
La lúnula unguial és la zona blanca, opaca, de forma semicircular a l'arrel de l'ungla humana.
Aquesta part de l'Ungla es troba a la zona de l'arrel i està directament enganxada a la carn i a la pell anomenada eponiqui. Sobretot en el polze, l'arrel unguial s'estén entre la placa unguial, en forma d'una zona semilunar, proximal, pàl·lida, que rep el nom de lúnula.